# Fort St. Michael (Ugljan)

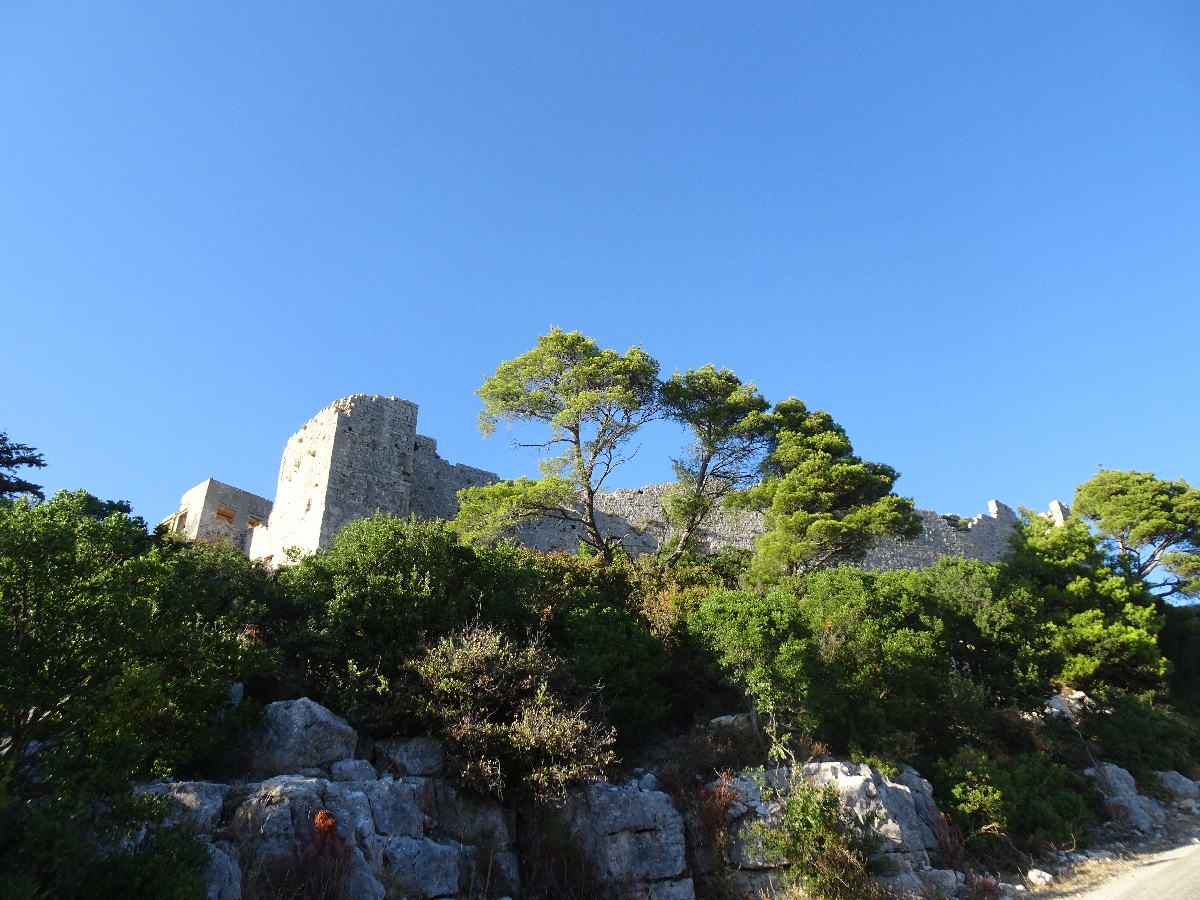
Außenmauern des Fort St. Michael

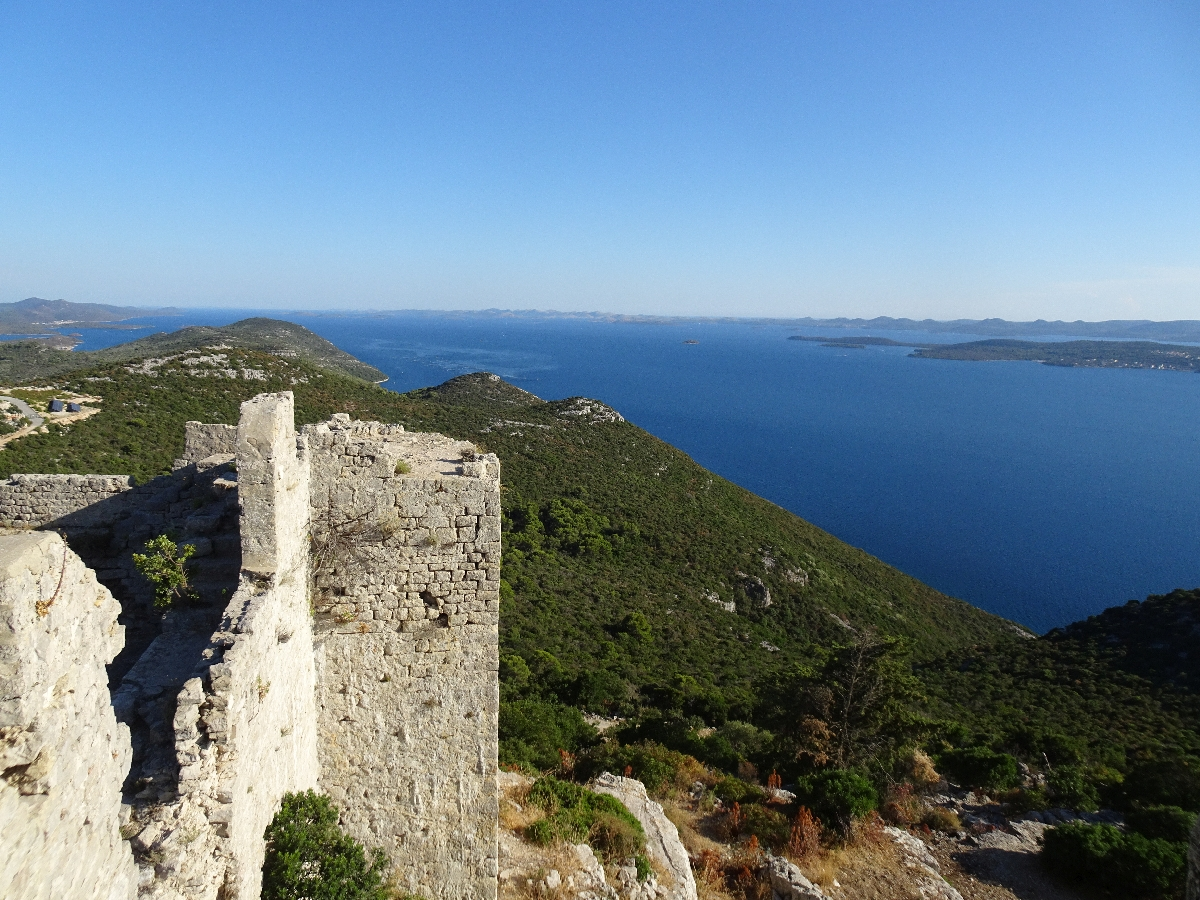
Blick von Burgruine St. Michael auf die Kornaten

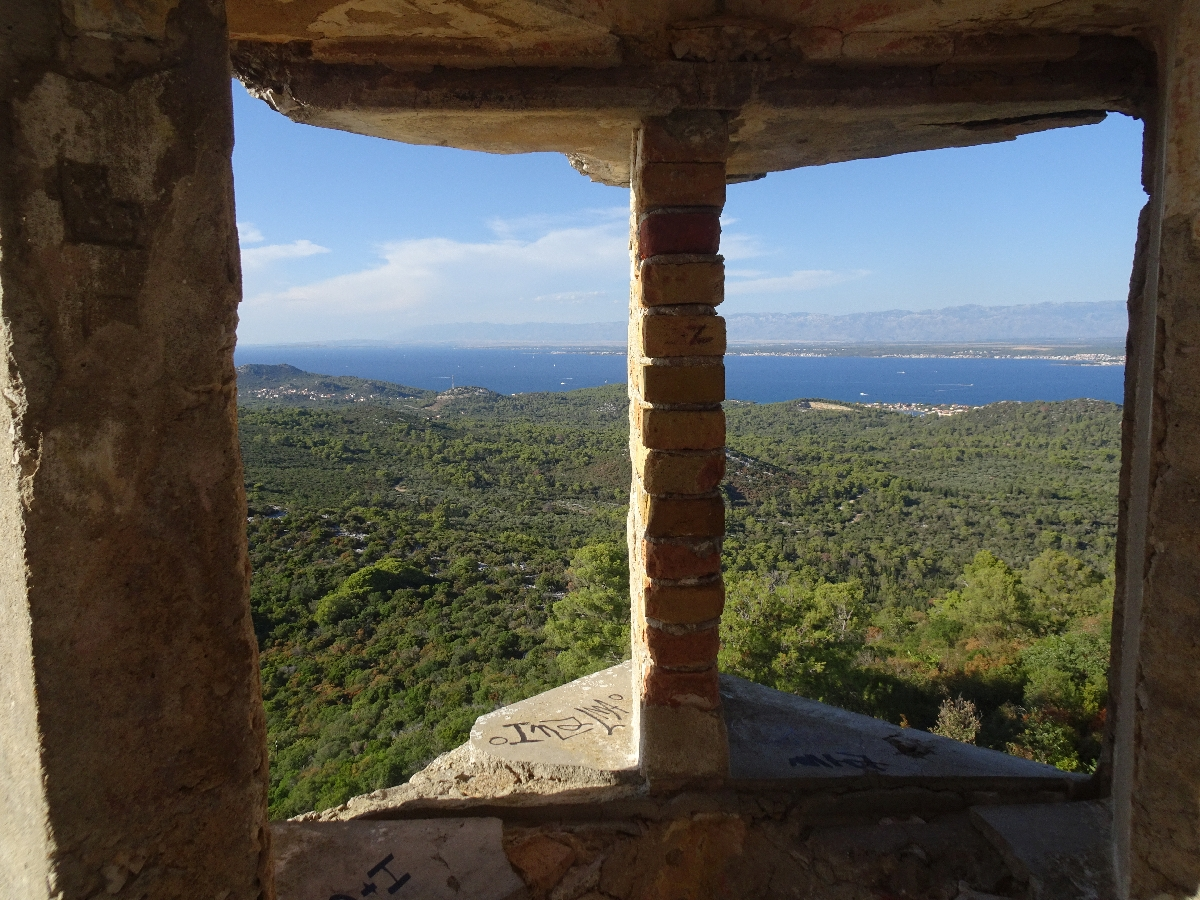
Blick von Burgruine St. Michael nach Norden

Das Fort St. Michael (kroatisch Utvrda sv. Mihovila) befindet sich auf der Insel Ugljan, die vor der Festlandküste Kroatiens liegt.

## Geschichte
Die von den Venezianern im 13. Jahrhundert auf dem Berggipfel in 265 Meter m.ü.A. erbaute Festungsanlage diente als Beobachtungspunkt für den Archipel von Zadar und spielte insbesondere im Krieg zwischen Zadar und der Republik Venedig in den Jahren 1345 und 1346 eine bedeutende Rolle.
Die Festung wird zu dieser Zeit zum ersten Mal schriftlich erwähnt und wurde höchstwahrscheinlich auf den Grundmauern einer älteren Festung aus dem 6. Jahrhundert erbaut. Im Bereich der Festung befand sich früher das Benediktinerkloster St. Michael (Ende des 11./Anfang des 12. Jh. bis zum 15. Jh.) mit gleichnamiger Kirche (im gotischen Stil, datiert auf Mitte des 14. Jh., wahrscheinlich auf den Fundamenten einer älteren Kirche erbaut). Zu früheren Zeiten pilgerten die Einwohner von Preko und anderen Orten der Insel am Ehrentag des Erzengels Michael zur kleinen Kirche St. Michael, wo eine Messe gefeiert wurde. Die Kirche wurde im Zweiten Weltkrieg zerstört. Sendemasten, die in jugoslawischer Zeit in der Burgruine aufgestellt worden waren, wurden mittlerweile wieder entfernt und auf einem benachbarten Berggipfel neu errichtet.

## Tourismus
Die Burgruine ist über eine rund 3 km lange, asphaltierte Straße erreichbar. Aufgrund des Ausblicks auf mehr als 200 Inseln des Archipels von Zadar und auf den Nationalpark Kornaten ist die Festung St. Michael heute ein beliebtes, touristisches Ausflugsziel.
Auf der südwestlichen Seite von St. Michael befindet sich der Fels Željina, auf dem über 30 Routen zum Klettern gekennzeichnet sind.

## Mythen und Legenden
Einheimische Geschichtenerzähler sagen, dass das Fort St. Michael von Feen gebaut worden ist, die riesige Felsblöcke vom Gipfel der Kornat-Insel heranschleppten. Tatsächlich kann man einen riesigen zweigeteilten Monolithen auf dem Berggipfel finden. Wenn man vom Gipfel der Burg nach Süden blickt, dann sieht man die sogenannte „Bucht des Lichtes“. Neben dieser Bucht befindet sich die sogenannte „Bucht der Dunkelheit“. Diese Namensgebung resultiert aus dem in der Region stark verwurzelten christlichem Glauben. Die Buchten sollen Legenden nach den andauernden Kampf zwischen Gut und Böse symbolisieren.